# Nati nel 1919/Ottobre
| Questa pagina contiene informazioni ricavate automaticamente dalle voci biografiche con l'ausilio del template Bio e di un bot. L'aggiornamento è periodico e automatico e ricostruisce completamente la pagina. Se manca una persona in questa lista, sei pregato di non aggiungerla, ma accertati piuttosto che la sua voce biografica contenga il template Bio e che i dati anagrafici siano correttamente compilati. Se il template Bio manca, inseriscilo tu stesso o, in alternativa, metti l'avviso {{tmp\|Bio}} che ne segnala la mancanza. Se i dati riportati sono sbagliati, correggi direttamente la voce biografica; le modifiche saranno visibili in questa lista entro pochi giorni. Per chiarimenti vedi il progetto biografie. La lista contiene solo le 186 persone che sono citate nell'enciclopedia e per le quali è stato implementato correttamente il template Bio. Pagina aggiornata al 26 lug 2025. |

- 1º ottobre - Lida Basso, docente italiana († 2007)
- 1º ottobre - Alberto Cerioni, calciatore argentino († 1948)
- 1º ottobre - Ariodante Dalla, cantante italiano († 1966)
- 1º ottobre - William E. DePuy, generale statunitense († 1992)
- 1º ottobre - Glorio Della Vecchia, carabiniere, militare e partigiano italiano († 1944)
- 1º ottobre - Enzo Marcacci, paroliere italiano († 2016)
- 1º ottobre - Majrooh Sultanpuri, paroliere indiano († 2000)
- 2 ottobre - Shirley Clarke, regista statunitense († 1997)
- 2 ottobre - Ermanno Englaro, allenatore di calcio e calciatore italiano († 1981)
- 2 ottobre - Giuseppe Fasoli, avvocato e politico italiano († 2013)
- 2 ottobre - Jan Flinterman, pilota di Formula 1 olandese († 1992)
- 2 ottobre - Luigi Massignan, psichiatra e partigiano italiano († 2020)
- 2 ottobre - Antonio Medina García, scacchista spagnolo († 2003)
- 2 ottobre - Ottino Sabbadini, aviatore e militare italiano († 1948)
- 2 ottobre - Anton Sigurðsson, calciatore islandese († 1988)
- 3 ottobre - James M. Buchanan, economista statunitense († 2013)
- 3 ottobre - Jean Lefebvre, attore francese († 2004)
- 3 ottobre - John Mandic, cestista statunitense († 2003)
- 3 ottobre - Kazimierz Piechowski, ingegnere polacco († 2017)
- 3 ottobre - José Hermano Saraiva, scrittore, storico e avvocato portoghese († 2012)
- 4 ottobre - Emilio Cuccu, politico italiano († 1994)
- 4 ottobre - Joseph Marie Nguyễn Tùng Cương, vescovo cattolico vietnamita († 1999)
- 4 ottobre - Bruno Porcelli, calciatore italiano
- 4 ottobre - Eddie Riska, cestista e allenatore di pallacanestro statunitense († 1992)
- 4 ottobre - Erich Schanko, calciatore tedesco († 2005)
- 5 ottobre - Dagmar Cronstedt, conduttrice radiofonica svedese († 2006)
- 5 ottobre - Donald Pleasence, attore britannico († 1995)
- 5 ottobre - Pratap Kishor Deo, principe e politico indiano († 2001)
- 5 ottobre - Boris Evdokimovič Ščerbina, politico sovietico († 1990)
- 6 ottobre - Alda Grimaldi, attrice e regista televisiva italiana († 2023)
- 6 ottobre - Tommy Lawton, allenatore di calcio e calciatore inglese († 1996)
- 6 ottobre - Mihály Nagymarosi, calciatore ungherese († 2002)
- 6 ottobre - Asbjørn Ruud, saltatore con gli sci norvegese († 1989)
- 6 ottobre - Mohammed Siad Barre, politico e generale somalo († 1995)
- 7 ottobre - Henriette Avram, informatica statunitense († 2006)
- 7 ottobre - Zelman Cowen, giurista e politico australiano († 2011)
- 7 ottobre - Georges Duby, storico francese († 1996)
- 7 ottobre - Erik Elmsäter, siepista svedese († 2006)
- 7 ottobre - Nello Iacchini, partigiano italiano († 1977)
- 7 ottobre - Carlo Piccardi, calciatore italiano († 1971)
- 7 ottobre - Annemarie Renger, politica tedesca († 2008)
- 8 ottobre - Manuel Ausensi, baritono spagnolo († 2005)
- 8 ottobre - Engelbert Koenig, calciatore austriaco († 1997)
- 8 ottobre - Jack McGrath, pilota automobilistico statunitense († 1955)
- 8 ottobre - Kiichi Miyazawa, politico giapponese († 2007)
- 8 ottobre - Teruo Nakamura, militare giapponese († 1979)
- 8 ottobre - Aldo Nicodemi, attore italiano († 1963)
- 8 ottobre - Teresa Pàmies, scrittrice e giornalista spagnola († 2012)
- 8 ottobre - Peter Ramsbotham, diplomatico inglese († 2010)
- 8 ottobre - Kikuji Yamashita, pittore giapponese († 1986)
- 9 ottobre - Irnerio Bertuzzi, militare e aviatore italiano († 1962)
- 9 ottobre - Otello Fabri, pittore e incisore italiano († 2001)
- 9 ottobre - Aldo Fumagalli, calciatore italiano
- 9 ottobre - René Haby, politico francese († 2003)
- 9 ottobre - Franz Hammerl, calciatore tedesco († 2001)
- 9 ottobre - Mihály Kispéter, calciatore ungherese († 1966)
- 9 ottobre - Luciano Migliavacca, presbitero, direttore di coro e compositore italiano († 2013)
- 9 ottobre - Irmgard Seefried, soprano tedesco († 1988)
- 9 ottobre - Luigi Sichel, calciatore italiano
- 10 ottobre - Piet de Boer, calciatore olandese († 1984)
- 10 ottobre - Giuseppe Consoli Guardo, archeologo, restauratore e museologo italiano († 2010)
- 10 ottobre - José Luis Hidalgo, poeta spagnolo († 1947)
- 10 ottobre - Kim Ki-young, regista sudcoreano († 1998)
- 10 ottobre - William Kruskal, statistico statunitense († 2005)
- 10 ottobre - Giulio Pellicari, calciatore italiano († 2000)
- 10 ottobre - Egizio Rubino, calciatore e allenatore di calcio italiano († 1990)
- 11 ottobre - Art Blakey, batterista statunitense († 1990)
- 11 ottobre - Marcello Bonacchi, militare italiano († 1943)
- 11 ottobre - Abdelkader Firoud, allenatore di calcio e calciatore francese († 2005)
- 11 ottobre - André Van Lysebeth, belga († 2004)
- 11 ottobre - Emilio Maggioni, calciatore italiano
- 11 ottobre - Giovanni Nicosia, scrittore, giornalista e partigiano italiano († 1972)
- 12 ottobre - Leon Brown, cestista statunitense († 1990)
- 12 ottobre - André Casanova, compositore francese († 2009)
- 12 ottobre - Doris Miller, militare statunitense († 1943)
- 12 ottobre - Luigi Arialdo Radicati di Brozolo, fisico italiano († 2019)
- 12 ottobre - Vijaya Raje Scindia, politica indiana († 2001)
- 13 ottobre - Delia Garcés, attrice argentina († 2001)
- 13 ottobre - Gunnar Garpö, bobbista svedese († 1976)
- 13 ottobre - Hans Hermann Groër, cardinale, arcivescovo cattolico e abate austriaco († 2003)
- 13 ottobre - Rodolfo Guerrini, politico e sindacalista italiano († 2003)
- 13 ottobre - Åke Julin, pallanuotista e nuotatore svedese († 2008)
- 13 ottobre - Jackie Ronne, esploratrice statunitense († 2009)
- 14 ottobre - Buddy Anderson, trombettista statunitense († 1997)
- 14 ottobre - Mary Carrillo, attrice spagnola († 2009)
- 14 ottobre - Gaetano Forte, partigiano italiano († 1944)
- 15 ottobre - Marcello Bonaccorsi, calciatore italiano († 2007)
- 15 ottobre - Stefano D'Arrigo, scrittore, poeta e critico d'arte italiano († 1992)
- 15 ottobre - Juan Carlos Fonda, calciatore argentino
- 15 ottobre - Attilio Martella, attore italiano († 1991)
- 15 ottobre - Rosita Pisano, attrice italiana († 1975)
- 15 ottobre - Chuck Stevenson, pilota automobilistico statunitense († 1995)
- 15 ottobre - Duilio Susmel, giornalista italiano († 1984)
- 15 ottobre - E. C. Tubb, scrittore britannico († 2010)
- 15 ottobre - Marcella Valeri, attrice italiana († 1992)
- 16 ottobre - Abdirashid Ali Shermarke, politico somalo († 1969)
- 16 ottobre - Vasilij Stepanovič Alendeev, poeta, drammaturgo e romanziere sovietico († 1989)
- 16 ottobre - Meta Elste, ginnasta statunitense († 2010)
- 16 ottobre - Jean Feller, calciatore lussemburghese († 1997)
- 16 ottobre - Egidio Marangoni, ciclista su strada italiano († 2009)
- 16 ottobre - Viktor Platan, pentatleta finlandese († 2013)
- 16 ottobre - Kathleen Winsor, scrittrice statunitense († 2003)
- 17 ottobre - Carlo Benelli, calciatore italiano († 1994)
- 17 ottobre - Isaak Markovič Chalatnikov, fisico sovietico († 2021)
- 17 ottobre - Ismail Chirine, militare, diplomatico e politico egiziano († 1994)
- 17 ottobre - Zhao Ziyang, politico cinese († 2005)
- 18 ottobre - George Edward Pelham Box, statistico britannico († 2013)
- 18 ottobre - Orlando Drummond, attore, doppiatore e conduttore radiofonico brasiliano († 2021)
- 18 ottobre - Roberto Gerardi, direttore della fotografia italiano († 1995)
- 18 ottobre - Giovanni Lamanna, avvocato e politico italiano († 2007)
- 18 ottobre - Vincenzo Modica, partigiano italiano († 2003)
- 18 ottobre - Anita O'Day, cantante statunitense († 2006)
- 18 ottobre - Pierre Trudeau, avvocato e politico canadese († 2000)
- 18 ottobre - Camilla Ella Williams, soprano statunitense († 2012)
- 19 ottobre - Gino Ciolini, teologo italiano († 2005)
- 19 ottobre - Mikuláš Huba, attore slovacco († 1986)
- 19 ottobre - Wilfred Jacobs, politico antiguo-barbudano († 1995)
- 19 ottobre - Franco Mazzini, storico dell'arte italiano († 2003)
- 20 ottobre - Mario Battaglini, rugbista a 15 e allenatore di rugby a 15 italiano († 1971)
- 20 ottobre - Dandolo Candalés, calciatore e pittore uruguaiano († 2004)
- 20 ottobre - Bernardo Capó, ciclista su strada spagnolo († 2000)
- 20 ottobre - Frediano Freschi, calciatore italiano
- 20 ottobre - Tracy Hall, chimico e fisico statunitense († 2008)
- 20 ottobre - John Karlsen, attore neozelandese († 2017)
- 20 ottobre - Mustaj Karim, poeta, scrittore e drammaturgo russo († 2005)
- 20 ottobre - Mariano Martín, calciatore spagnolo († 1998)
- 20 ottobre - Luciana Nissim Momigliano, pediatra, psicoanalista e superstite dell'Olocausto italiana († 1998)
- 20 ottobre - Lia Origoni, attrice e cantante italiana († 2022)
- 21 ottobre - Giuseppe Cadregari, calciatore italiano († 1990)
- 21 ottobre - Italo Famea, calciatore italiano
- 21 ottobre - Armando Francioli, attore italiano († 2020)
- 21 ottobre - Hans Günther Aach, botanico tedesco († 1999)
- 21 ottobre - Ettore Lapadula, medico e critico d'arte italiano († 1974)
- 21 ottobre - Guy Lefranc, regista francese († 1994)
- 21 ottobre - Angelo Oliviero, calciatore italiano († 1978)
- 22 ottobre - Antonio De Vito, avvocato e politico italiano († 2006)
- 22 ottobre - Raymond Herbaux, sollevatore francese († 1989)
- 22 ottobre - Vincent Hložník, pittore, grafico e illustratore slovacco († 1997)
- 22 ottobre - Doris Lessing, scrittrice britannica († 2013)
- 23 ottobre - Manolis Andronikos, archeologo greco († 1992)
- 24 ottobre - Gina Borellini, partigiana e politica italiana († 2007)
- 24 ottobre - Polina Vladimirovna Gelman, aviatrice russa († 2005)
- 24 ottobre - Rita Karin, attrice polacca († 1993)
- 24 ottobre - Friedrich Kuhn, bobbista tedesco († 2005)
- 24 ottobre - Pentti Lammio, pattinatore di velocità su ghiaccio finlandese († 1999)
- 24 ottobre - Frank Piasecki, ingegnere e imprenditore statunitense († 2008)
- 25 ottobre - Rico Alaniz, attore messicano († 2015)
- 25 ottobre - Antonio Alsúa, calciatore e allenatore di calcio spagnolo († 1998)
- 25 ottobre - Bruno Cadetto, politico e partigiano italiano († 2015)
- 25 ottobre - George Cawkwell, storico neozelandese († 2019)
- 25 ottobre - Li Wei, attore cinese († 2005)
- 25 ottobre - Mario Magrini, calciatore italiano († 1978)
- 25 ottobre - Quirino Rossi, attore teatrale svizzero († 1995)
- 25 ottobre - Raoul Rémy, ciclista su strada francese († 2002)
- 25 ottobre - Vladimir Savvin, pallavolista, allenatore di pallavolo e dirigente sportivo sovietico († 1975)
- 25 ottobre - Beate Uhse, imprenditrice e aviatrice tedesca († 2001)
- 26 ottobre - Edward Brooke, politico statunitense († 2015)
- 26 ottobre - Ashraf Pahlavi, principessa persiana († 2016)
- 26 ottobre - Mohammad Reza Pahlavi, persiano († 1980)
- 26 ottobre - Valentino Pellarini, cestista italiano († 1992)
- 27 ottobre - Gladia Angeli, scrittrice, poetessa e giornalista italiana († 1993)
- 27 ottobre - Obdulio Diano, calciatore argentino († 2007)
- 27 ottobre - Otto Rüfenacht, schermidore svizzero († 1982)
- 27 ottobre - Michel Schwalbé, violinista polacco († 2012)
- 27 ottobre - Jeremiah Stamler, cardiologo, epidemiologo e attivista statunitense († 2022)
- 28 ottobre - Bruno Baruzzi, calciatore italiano
- 28 ottobre - Virginio Cartosio, calciatore italiano
- 28 ottobre - Walt Hansgen, pilota automobilistico statunitense († 1966)
- 28 ottobre - Jef Janssen, ciclista su strada olandese († 2014)
- 28 ottobre - Bernhard Wicki, attore e regista austriaco († 2000)
- 29 ottobre - Eraldo Cabutto, militare italiano († 1942)
- 29 ottobre - Hans Klenk, pilota automobilistico tedesco († 2009)
- 29 ottobre - Angelo Menon, ciclista su strada italiano († 2013)
- 29 ottobre - Anatolij Ėjngorn, pallavolista e allenatore di pallavolo sovietico († 2003)
- 30 ottobre - John Ardito, mafioso statunitense († 2006)
- 30 ottobre - Hans Berndt, calciatore tedesco († 1988)
- 30 ottobre - Bruce Cowling, attore statunitense († 1986)
- 30 ottobre - Patricia Donnelly, modella statunitense († 2009)
- 30 ottobre - Guilherme Espírito Santo, altista, lunghista e triplista portoghese († 2012)
- 30 ottobre - Paolo Grassi, impresario teatrale, direttore teatrale e giornalista italiano († 1981)
- 30 ottobre - Ermando Malinverni, calciatore italiano († 1993)
- 30 ottobre - Giaime Pintor, giornalista, scrittore e partigiano italiano († 1943)
- 30 ottobre - Augusts Voss, politico e funzionario sovietico († 1994)
- 30 ottobre - Walter Zironi, calciatore italiano († 1944)
- 31 ottobre - Remo Peroncelli, partigiano e calciatore italiano († 2008)
- 31 ottobre - Lello Perugia, partigiano italiano († 2010)